# Dans la neige
Dans la neige est une nouvelle assez courte de Stefan Zweig publiée en août 1901 par Die Welt, à Vienne, republiée en 1904 par Jüdischer Verlag dans le Jüdischer Almanach.

## Résumé
Dans une petite ville allemande, au Moyen Âge, la communauté juive de la bourgade s'apprête à fêter l'Hanoukka. Réunis dans la plus riche demeure qui fait aussi office de synagogue, les croyants, parés de leurs plus beaux vêtements, psalmodient en chœur lorsque soudainement, un cavalier venu de nulle part frappe à la porte. Immédiatement, tous se taisent, blêmissent comme s'ils redoutaient qu'on leur porte un coup fatal.
L'homme frappe de nouveau. On lui ouvre et c'est par des soupirs de soulagement qu'on l'accueille après avoir reconnu qu'il était l'un des leurs. Pourtant, son visage grave jette le trouble. Il a chevauché un jour et une nuit pour venir les avertir de l'arrivée imminente des Flagellants, ces zélateurs de Dieu qui martyrisent et assassinent les Juifs qu'ils traquent sans relâche. Il ne leur reste qu'une journée tout au plus avant que ces barbares parviennent jusqu'à eux.
Immédiatement et unanimement, les Juifs décident de s'enfuir en Pologne malgré la rudesse de l'hiver. En quelques heures, une cohorte se forme et marche avec l'espoir insensé de trouver un havre de paix. Cependant, le destin de ces hommes va rencontrer la neige et le froid qui, plus féroces encore que les Flagellants, les feront périr dans leur quête de paix.

## Analyse
Bien que né Juif, Stefan Zweig se refusa toujours à être décrit comme un « écrivain juif », en ce sens où il n'a jamais mis son écriture au service de la cause juive.
« Dans la neige » est son premier récit ayant pour sujet le peuple juif dont, loin de prendre la défense, il montre plutôt les travers. Ainsi, il souligne avec tristesse que pas un des Juifs ne songe à résister (« Aucun ne pense à résister. Un Juif, se battre ou se défendre ? C'est à leurs yeux quelque chose de grotesque et d'impensable… ») et que tous songent que la fuite est éternellement la seule solution pour ce peuple sans cesse pourchassé.
Finalement, Zweig met davantage l'accent sur la tragédie plurimillénaire de son peuple. L'auteur plante son décor en Allemagne et marginalement en Pologne, dans un Moyen Âge qui n'évoque pas grand-chose au lecteur du début du XXe siècle. Mais dans ce récit, funestement et avec plus de trente ans d'avance sur l'Histoire, il place son peuple au cœur du pays de ses pires bourreaux. Car lorsque l'on songe aux malheurs du peuple juif, s'il vient en tête la fuite de l’Égypte au lecteur contemporain de la parution, le lecteur actuel se réfère encore davantage à l'Holocauste.
On ne peut évidemment s'empêcher de faire un rapprochement avec l'Histoire récente et de s'étonner de la prescience de l'auteur.

## Éditions en français
Éditions imprimées
- Stefan Zweig. Romans, nouvelles et théâtre, tome 2. Le Livre de poche, collection La Pochothèque, 2001. Traduction d'Hélène Jeanroy-Denis.
- La Confusion des sentiments et autres récits. Robert Laffont, 2013. Traduction d'Olivier Mannoni.
- Dans la neige. Petite Bibliothèque Payot, 2018. Traduction de Rose Labourie.